# Svartfiber

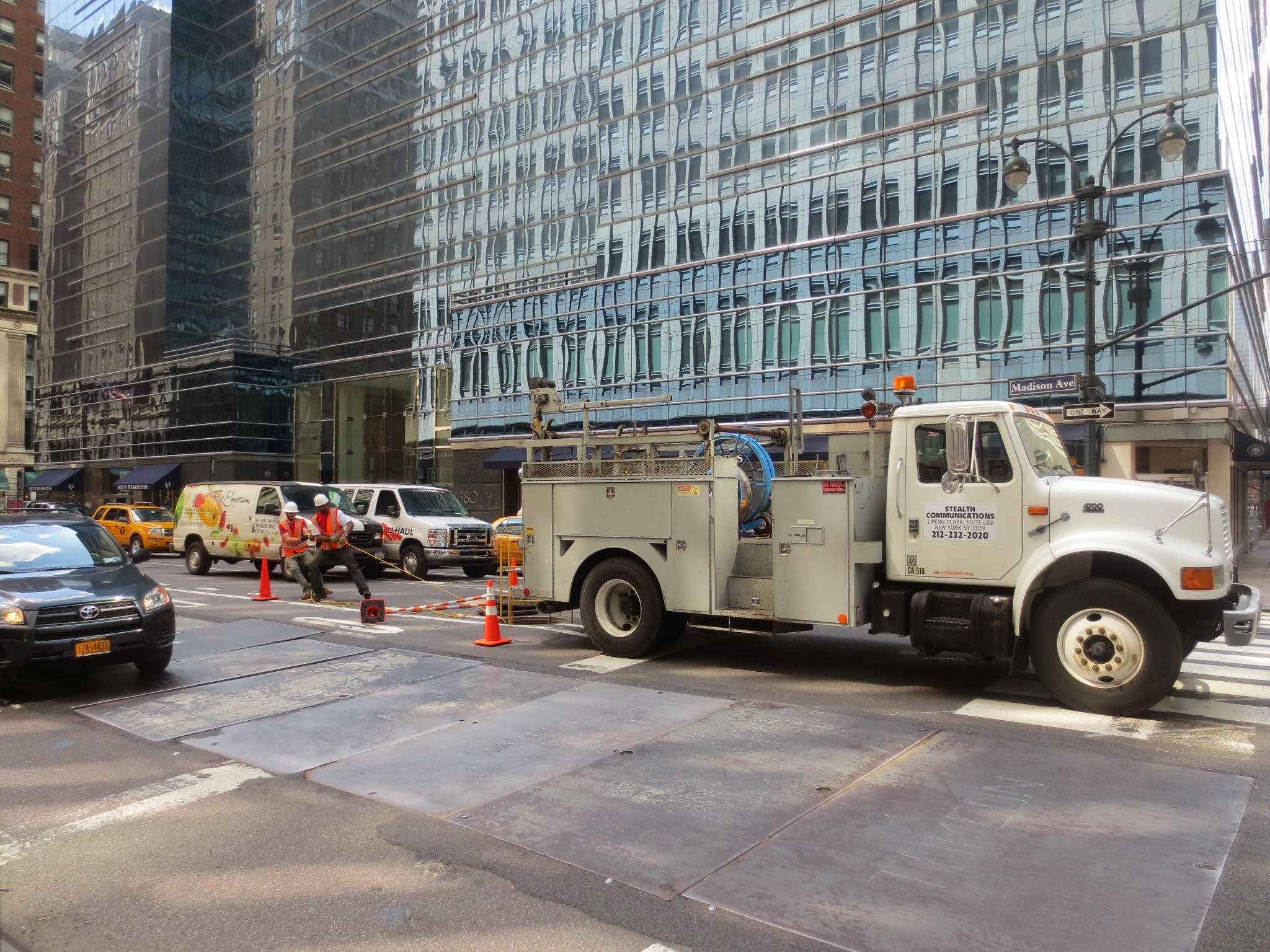
Svartfiber dras under Madison Avenue i New York.

Svartfiber är en fiberoptisk kabel för sändare och mottagare (så kallat optopar) som ägs av en nätgrossist, medan utrustningen som ansluts i ändarna ägs av den som hyr svartfibern.
Det kan liknas en förlängningskabel utan att någon utrustning finns ansluten i ändarna (d.v.s. en svart/nersläckt punkt till punkt-kabel). Det är upp till ändutrustningens ägare att ansvara för sin egen utrustning, samt dess kapacitet och kostnad.
Anslutningspunkten heter ODF (optiskt distributionsfält) 
och kontaktdonen är ofta men inte enbart SC/UPC (single mode cable/ultra physical connector).
Svartfiber erbjuder möjligheten för teleoperatörer att ha gemensam infrastruktur, som ett alternativ till att varje operatör lägger ut sin egen fiber. 
Nätgrossisten kan vara ett privat företag eller en allmännytta.